# Abdul Al-Rozan
Abdul Al-Rozan (ur. 3 października 1970) – saudyjski piłkarz występujący podczas kariery na pozycji napastnika.

## Kariera klubowa
Abdul Al-Rozan podczas kariery piłkarskiej występował w klubie Asz-Szabab Rijad.

## Kariera reprezentacyjna
Abdul Al-Rozan występował w reprezentacji Arabii Saudyjskiej w latach dziewięćdziesiątych.
W 1992 uczestniczył w Pucharze Konfederacji oraz Pucharze Azji. Na obu tych turniejach Arabia Saudyjska zajmowała drugie miejsce. W Pucharze Konfederacji wystąpił w meczu z Argentyną. W Pucharze Azji wystąpił tylko w meczu z Katarem.